# Smrjene
Smrjene – wieś w Słowenii, w gminie Škofljica. W 2018 roku liczyła 860 mieszkańców.